# Чатахучи (Флорида)
Чатахучи (енгл. Chattahoochee) град је у америчкој савезној држави Флорида. По попису становништва из 2010. у њему је живело 3.652 становника.

## Демографија
Према попису становништва из 2010. у граду је живело 3.652 становника, што је 365 (11,1%) становника више него 2000. године.
| Група             | 2000.         | 2010.         |
| Белци             | 1.613 (49,1%) | 1.557 (42,6%) |
| Афроамериканци    | 1.536 (46,7%) | 1.881 (51,5%) |
| Азијати           | 31 (0,9%)     | 38 (1,0%)     |
| Хиспаноамериканци | 84 (2,6%)     | 135 (3,7%)    |
| Укупно            | 3.287         | 3.652         |